# Vračar
Vračar è un comune della Serbia componente la città di Belgrado.